# Grammaria elegans
Grammaria elegans is een hydroïdpoliep uit de familie Lafoeidae. De poliep komt uit het geslacht Grammaria. Grammaria elegans werd in 1943 voor het eerst wetenschappelijk beschreven door Fraser. 